# Ngỗng Buff Hoa Kỳ
Bản mẫu:Thông tin động vật breed
Ngỗng Buff Hoa Kỳ là một giống ngỗng nhà có nguồn gốc từ Hoa Kỳ. Giống ngỗng này lần đầu tiên được Hiệp hội Gia cầm Mỹ công nhận vào năm 1947. Loài này được đặt tên theo loại màu lông duy nhất của nó, đó là màu mơ hoặc màu nâu nhạt, không hẳn mang màu sắc là maù da bò. Chúng là những con chim có trọng lượng trung bình, với con đực có trọng lượng trung bình là 18 pound (khoảng 8,2 kg) và ngỗng cái nhẹ hơn một chút, có trọng lượng khoảng 16 pound.
Giống như hầu hết các giống ngỗng nhà khác, ngỗng Buf Hoa Kỳ được phát triển từ ngỗng xám của châu Âu và châu Á. Hiện vấn đề giống ngỗng này được lai tạo độc lập từ một đột biến với ngỗng xám hoặc có tổ tiên thành phần là ngỗng da bò nhập khẩu từ châu Âu vẫn chưa rõ ràng. Ngỗng Buff Hoa Kt2 là một giống ngỗng được nuôi với mục đích kép: được chăn nuôi với mục đích cho cả hai mục đích sản xuất thịt và trứng. Chúng được sử dụng chủ yếu bởi các nông dân nhỏ, và được biết đến với cách khuynh hướng bình tĩnh và ngoan ngoãn. Ngỗng Buff của Hoa Kỳ là giống gia cầm cực kỳ quý hiếm và được liệt kê là quan trọng trong danh sách ưu tiên bảo tồn của Bảo tồn giống vật nuôi Hoa Kỳ. Chúng cũng được liệt kê trong Hòm khẩu vị của tổ chức Slow Food Hoa Kỳ, một danh mục các loại thực phẩm di sản có nguy cơ tuyệt chủng.